# Jesus - Der Film
Jesus - Der Film, conosciuto anche col titolo Jesus-film, è un film sperimentale del 1986 diretto e interpretato da Michael Brynntrup.
Brynntrup ha coordinato il lavoro di un gruppo di 22 cineasti (fra cui Jörg Buttgereit) che hanno realizzato i 35 episodi del film, tutti girati su pellicola Super 8, secondo i dettami della scrittura automatica. Ogni frammento mette in scena in modo estremamente libero episodi del Nuovo Testamento. La pellicola, definita Monumentalfilm (lett. "film monumentale"), è stata presentata nella sezione Forum internazionale del giovane cinema del Festival di Berlino 1986.